# МВА (женский волейбольный клуб)
МВА — российская женская волейбольная команда из Москвы. Входит в структуру Московской волейбольной академии.

## История
Спортивная школа олимпийского резерва (СШОР) «Московская волейбольная академия» Департамента спорта города Москвы была образована 1 сентября 2022 года. В её состав вошли 6 московских спортивных школ, а в 2023 — и женская волейбольная команда «Луч», выступавшая в высшей лиге «А» чемпионата России.
Команда МВА включена также в высшую лигу «А». 

## Результаты в чемпионатах России
| Сезон   | Лига          | Место |
| ------- | ------------- | ----- |
| 2023/24 | Высшая лига А | 11    |
| 2024/25 | Высшая лига А | 11    |

## Арена
Домашние матчи команда проводит в физкультурно-оздоровительной комплексе (ФОК) МВА. Адрес в Москве: улица Алабяна, дом 13, корпус 1.

## Сезон 2024—2025

### Переходы
- Пришли: В.Кирьянова, А.Даньшина (обе — «Атом-Курск»-2), А.Волкова, А.Вербова (обе — «Заречье-Одинцово»-2), И.Елисеева (из перерыва в карьере), главный тренер Д.Туркин.
- Ушли: Н.Муранова, Е.Морева, К.Дрожжина, В.Пушкарёва, Д.Бунаева, С.Синьговская, главный тренер С.Карпович.

### Состав
| №  | Имя, фамилия       | Год рождения | Рост | Амплуа      | Гражданство |
| -- | ------------------ | ------------ | ---- | ----------- | ----------- |
| 1  | Полина Солодова    | 2008         | 180  | связующая   | Россия      |
| 2  | Елизавета Реброва  | 2005         | 183  | центральная | Россия      |
| 3  | Василиса Володина  | 2007         | 198  | центральная | Россия      |
| 4  | Анна Черницких     | 2005         | 187  | центральная | Россия      |
| 5  | Юлия Лозовая       | 2001         | 181  | нападающая  | Россия      |
| 6  | Анна Попова        | 2002         | 174  | либеро      | Россия      |
| 7  | Софья Сафонова     | 2006         | 175  | нападающая  | Россия      |
| 8  | Валерия Кирьянова  | 2007         | 178  | связующая   | Россия      |
| 9  | Арина Даньшина     | 2007         | 183  | нападающая  | Россия      |
| 10 | Галина Ташлыкова   | 2006         | 173  | либеро      | Россия      |
| 11 | Ирина Елисеева     | 2003         | 183  | нападающая  | Россия      |
| 12 | Алиса Соколинская  | 2007         | 183  | нападающая  | Россия      |
| 13 | Маргарита Шепелева | 2003         | 187  | центральная | Россия      |
| 14 | Серафима Сироткина | 2007         | 180  | нападающая  | Россия      |
| 15 | Милана Мометко     | 2001         | 180  | нападающая  | Россия      |
| 16 | Алина Харькова     | 2008         | 183  | связующая   | Россия      |
| 20 | Анастасия Вербова  | 2006         | 177  | либеро      | Россия      |
| 21 | Влада Зарщикова    | 2006         | 183  | центральная | Россия      |
| 22 | Анастасия Волкова  | 2005         | 184  | нападающая  | Россия      |
| 23 | Мария Гладилина    | 2004         | 190  | центральная | Россия      |

- Главный тренер — Дмитрий Туркин.
- Старший тренер — Александр Красильников.
- Статистик — Ангелина Макарова.